# Carl Jensen (bokser)
 Der er flere personer med dette navn, se Carl Jensen.
Carl Jensen (19. december 1909 i Aarhus – 18 marts 1991 i Gentofte) var en dansk bokser. 
Som amatør boksede Carl Jensen for IF Sparta, for hvem han vandt det danske mesterskab i letvægt i 1930 og 1931. Han deltog i weltervægtsklassen i boksningsturneringen under Sommer-OL 1932 i Los Angeles og vandt sin første kamp over Nils Althin, Sverige, men tabte kvartfinalen til tyskeren Erich Campe. 
Carl Jensen debuterede som professionel den 22. maj 1932 i en kamp i Törringelund i Sverige mod den ubesejrede svensker Gustav Bjönsson, der forinden havde besejret danskerne Kaj Olsen og ”Vidunderbarnet” Anders Petersen. Carl Jensen vandt sin debutkamp, da svenskeren blev diskvalificeret i 5. omgang. Siden gik karrieren støt nedad, og Carl Jensen tabte sine 6 efterfølgende kampe, herunder to returopgør mod Björnsson.
Den 3. maj 1935 blev Carl Jensen matchet mod Carl Henrik Andersen i en kamp om det danske mesterskab i letvægt. Carl Henrik Andersen debuterede som professionel i kampen, men besejrede Carl Jensen på point. Carl Jensens sidste kamp i karrieren blev et nederlag til Björnsson den 16. maj 1936 i København.
Carl Jensen opnåede 7 kampe, hvor 1 blev vundet og de 6 tabt (3 før tid).